# Изложба „Простор” (1991)
Изложба „Простор” се одржала у периоду од 22. маја до 5. јуна у галерији Удружења ликовних уметника Србије, у улици Кнез Михаилова 37, и од 4. до 30. септембра 1991. године поред купалишта Језеро на Ади Циганлији у Београду.

## Жири
Експонате за изложбу је одабрао жири у саставу:
- Нандор Глид, председник жирија
- Јован Деспотовић
- Милија Глишић
- Бранка Југовић
- Ото Лого
- Душан Марковић
- Борислава Недељковић Поповић
- Трајко Стојановић Косовац

Већином гласова су одлучили да се награда на конкурсној изложби „Простор '91” додели Славку Живановићу за скулптуру „Просторна форма II”.

## Излагачи

### У галерији УЛУС
1. Милорад Рашић
2. Милорад Ступовски
3. Љубомир Лацковић
4. Василије Живковић
5. Велизар Крстић
6. Слободан Савић
7. Милан Марковић
8. Зоран Тодовић
9. Сава Халугин
10. Милосав Сунајац
11. Душан Вукша
12. Драган Ђорђевић
13. Славко Живановић
14. Владимир Комад
15. Јосиф Хрдличка
16. Радомир Бранисављевић
17. Велимир Матејић
18. Драган Димитријевић
19. Емил Васић
20. Жељка Момиров
21. Светислав Здравковић
22. Сабрина Максимовић
23. Вида Јоцић
24. Дивна Дмитровић

### На Ади Циганлији
1. Радомир Бранисављевић
2. Славко Живановић
3. Василије Живковић
4. Милорад Рашић
5. Сава Халугин